# 테스와 보낸 여름
《테스와 보낸 여름》(네덜란드어: Mijn bijzonder rare week met Tess)은 2019년 공개된 네덜란드와 독일의 드라마 영화이다. 스테번 바우테를로트가 감독을 맡았다. 안나 볼츠의 동명 책을 원작으로 한다.

## 배역
- 소니 코프스 판 우테렌 - 샘 역
- 조세핀 아렌센 - 테스 역
- 트에보 게리츠마 - 샘 아버지 역
- 제니퍼 호프만 - 테스 어머니 역